# Mystrocnemis apicalis
Mystrocnemis apicalis là một loài bọ cánh cứng trong họ Cerambycidae.